# Chuyển tự Latinh tiếng Lào
Chuyển tự Latin chữ Lào là nỗ lực ghi tiếng Lào bằng chữ Latin, và hệ thống chuyển tự bảng chữ cái Lào sang chữ cái Latin, phục vụ cho phiên âm trong các sử dụng quốc tế.
Chữ Lào Latin hóa cũng làm nền cho biên tập chữ sử dụng trong thông tin di động ở các điện thoại di động chưa hiện được chữ Lào, ví dụ thông báo khuyến mãi nạp thẻ của nhà mạng viễn thông Unitel: "Lerm tae 12-19/5, louk kha mee moun kha tho nai bun xee <= 3000kip, term moun kha tho cha dai hup100%,& >3000 kip hup 50% khong moun kha bat. Sorb tham 107".

## Khái quát
Khoảng năm 1960 Ủy ban Quốc gia Lào về Địa danh (Lao Commission Nationale de Toponymie) đưa ra quy cách phiên âm tên riêng chữ Lào ra chữ Latin. Là một nước trong Francophonie, Lào kế thừa lịch sử dùng tiếng Pháp trong phiên âm tên riêng, và bản quy cách này mang "phong cách Pháp" như dùng "ou" cho âm u, "gn" cho nh, "ne" cho n ở cuối từ,... Bảng này tồn tại đến ngày nay. Tuy nhiên một số người đang thay đổi từ "phong cách Pháp" sang "phong cách Thái" trong một số chuyển tự, như dùng "muang" thay cho mouang, tỉnh "Khammuan" thay cho Khammouane...
Năm 1966 những cơ quan Ban địa danh Hoa Kỳ (BGN, United States Board on Geographic Names) và Ủy ban thường trực về Địa danh cho sử dụng chính thức ở nước Anh (PCGN, Permanent Committee on Geographical Names for British Official Use) theo và dùng vào lập bản đồ, trong đó có bản đồ quân sự, và tên thường tham chiếu là "BGN/PCGN 1966 System". Nhóm chuyên viên về Địa danh Liên Hợp Quốc cũng đề xuất sử dụng bản này .
Bảng dưới đây là các chữ cái Lào chuyển đổi theo: 
- IPA: phiên âm ngữ âm quốc tế (International Phonetic Alphabet);
- BGN: Latin hóa BGN/PCGN (hệ 1966)[1], phiên âm địa danh trong các bản đồ Anh-Mỹ;
- LC: Latin hóa ALA-LC Hoa Kỳ [2], phiên âm tên riêng do Hiệp hội Thư viện Hoa Kỳ (ALA, American Library Association) và Thư viện Quốc hội Hoa Kỳ (LC, Library of Congress) lập ra;
- Uni: chuyển đổi được sử dụng trong các tên Unicode của chữ cái [3], và trong sử dụng chính thức của chính phủ Lào.

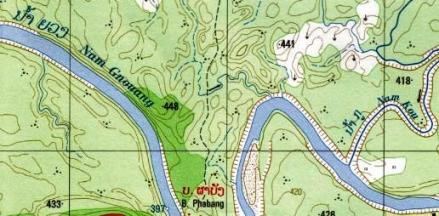
Bản đồ của Lào xuất bản có ghi các tên chuyển tự Latin cùng với chữ Lào.

## Phụ âm
| Ký tự | Vị trí đầu                                                             | Vị trí đầu | Vị trí đầu | Vị trí cuối                                                            | Vị trí cuối | Vị trí cuối |
| Ký tự | IPA                                                                    | BGN        | LC         | IPA                                                                    | BGN         | LC          |
| ----- | ---------------------------------------------------------------------- | ---------- | ---------- | ---------------------------------------------------------------------- | ----------- | ----------- |
| ກ     | Lỗi Lua trong Mô_đun:IPA tại dòng 52: invalid option '%T' to 'format'. | k          | k          | Lỗi Lua trong Mô_đun:IPA tại dòng 52: invalid option '%T' to 'format'. | k           | k           |
| ຂ     | Lỗi Lua trong Mô_đun:IPA tại dòng 52: invalid option '%T' to 'format'. | kh         | kh         | Lỗi Lua trong Mô_đun:IPA tại dòng 52: invalid option '%T' to 'format'. | k           | k           |
| ຄ     | Lỗi Lua trong Mô_đun:IPA tại dòng 52: invalid option '%T' to 'format'. | kh         | kh         | Lỗi Lua trong Mô_đun:IPA tại dòng 52: invalid option '%T' to 'format'. | k           | k           |
| ງ     | Lỗi Lua trong Mô_đun:IPA tại dòng 52: invalid option '%T' to 'format'. | ng         | ng         | Lỗi Lua trong Mô_đun:IPA tại dòng 52: invalid option '%T' to 'format'. | ng          | ng          |
| ຈ     | Lỗi Lua trong Mô_đun:IPA tại dòng 52: invalid option '%T' to 'format'. | ch         | ch         | Lỗi Lua trong Mô_đun:IPA tại dòng 52: invalid option '%T' to 'format'. | t           | c           |
| ສ     | Lỗi Lua trong Mô_đun:IPA tại dòng 52: invalid option '%T' to 'format'. | s          | s          | Lỗi Lua trong Mô_đun:IPA tại dòng 52: invalid option '%T' to 'format'. | t           | s           |
| ຊ     | Lỗi Lua trong Mô_đun:IPA tại dòng 52: invalid option '%T' to 'format'. | x          | s          | Lỗi Lua trong Mô_đun:IPA tại dòng 52: invalid option '%T' to 'format'. | t           | s           |
| ຍ     | Lỗi Lua trong Mô_đun:IPA tại dòng 52: invalid option '%T' to 'format'. | gn         | ny         | –                                                                      | –           | ny          |
| ດ     | Lỗi Lua trong Mô_đun:IPA tại dòng 52: invalid option '%T' to 'format'. | d          | d          | Lỗi Lua trong Mô_đun:IPA tại dòng 52: invalid option '%T' to 'format'. | t           | d           |
| ຕ     | Lỗi Lua trong Mô_đun:IPA tại dòng 52: invalid option '%T' to 'format'. | t          | t          | Lỗi Lua trong Mô_đun:IPA tại dòng 52: invalid option '%T' to 'format'. | t           | t           |
| ຖ     | Lỗi Lua trong Mô_đun:IPA tại dòng 52: invalid option '%T' to 'format'. | th         | th         | Lỗi Lua trong Mô_đun:IPA tại dòng 52: invalid option '%T' to 'format'. | t           | th          |
| ທ     | Lỗi Lua trong Mô_đun:IPA tại dòng 52: invalid option '%T' to 'format'. | th         | th         | Lỗi Lua trong Mô_đun:IPA tại dòng 52: invalid option '%T' to 'format'. | t           | th          |
| ນ     | Lỗi Lua trong Mô_đun:IPA tại dòng 52: invalid option '%T' to 'format'. | n          | n          | Lỗi Lua trong Mô_đun:IPA tại dòng 52: invalid option '%T' to 'format'. | ne          | n           |
| ບ     | Lỗi Lua trong Mô_đun:IPA tại dòng 52: invalid option '%T' to 'format'. | b          | b          | Lỗi Lua trong Mô_đun:IPA tại dòng 52: invalid option '%T' to 'format'. | p           | b           |
| ປ     | Lỗi Lua trong Mô_đun:IPA tại dòng 52: invalid option '%T' to 'format'. | p          | p          | Lỗi Lua trong Mô_đun:IPA tại dòng 52: invalid option '%T' to 'format'. | p           | p           |
| ຜ     | Lỗi Lua trong Mô_đun:IPA tại dòng 52: invalid option '%T' to 'format'. | ph         | ph         | –                                                                      | –           | ph          |
| ຝ     | Lỗi Lua trong Mô_đun:IPA tại dòng 52: invalid option '%T' to 'format'. | f          | f          | Lỗi Lua trong Mô_đun:IPA tại dòng 52: invalid option '%T' to 'format'. | p           | f           |
| ພ     | Lỗi Lua trong Mô_đun:IPA tại dòng 52: invalid option '%T' to 'format'. | ph         | ph         | Lỗi Lua trong Mô_đun:IPA tại dòng 52: invalid option '%T' to 'format'. | p           | ph          |
| ຟ     | Lỗi Lua trong Mô_đun:IPA tại dòng 52: invalid option '%T' to 'format'. | f          | f          | Lỗi Lua trong Mô_đun:IPA tại dòng 52: invalid option '%T' to 'format'. | p           | f           |
| ມ     | Lỗi Lua trong Mô_đun:IPA tại dòng 52: invalid option '%T' to 'format'. | m          | m          | Lỗi Lua trong Mô_đun:IPA tại dòng 52: invalid option '%T' to 'format'. | m           | m           |
| ຢ     | Lỗi Lua trong Mô_đun:IPA tại dòng 52: invalid option '%T' to 'format'. | y          | y          | –                                                                      | –           | y           |
| ຣ     | Lỗi Lua trong Mô_đun:IPA tại dòng 52: invalid option '%T' to 'format'. | r          | r          | Lỗi Lua trong Mô_đun:IPA tại dòng 52: invalid option '%T' to 'format'. | ne          | n, r        |
| ລ     | Lỗi Lua trong Mô_đun:IPA tại dòng 52: invalid option '%T' to 'format'. | l          | l          | Lỗi Lua trong Mô_đun:IPA tại dòng 52: invalid option '%T' to 'format'. | ne          | n, l        |
| ວ     | Lỗi Lua trong Mô_đun:IPA tại dòng 52: invalid option '%T' to 'format'. | v          | v, w       | –                                                                      | –           | w           |
| ຫ     | Lỗi Lua trong Mô_đun:IPA tại dòng 52: invalid option '%T' to 'format'. | h          | h          | –                                                                      | –           | h           |
| ອ     | Lỗi Lua trong Mô_đun:IPA tại dòng 52: invalid option '%T' to 'format'. | –          | –          | –                                                                      | –           | o, –        |
| ຮ     | Lỗi Lua trong Mô_đun:IPA tại dòng 52: invalid option '%T' to 'format'. | h          | –          | –                                                                      | –           | h           |

## Nguyên âm hạt nhân
Bảng dưới đây là các nguyên âm hạt nhân kết hợp với phụ âm ກ.
|          | IPA                                                                    | BGN | LC | Uni |         | IPA                                                                    | BGN | LC | Uni |           | IPA                                                                    | BGN | LC | Uni   |         | IPA | BGN                                                                    | LC | Uni |
| -------- | ---------------------------------------------------------------------- | --- | -- | --- | ------- | ---------------------------------------------------------------------- | --- | -- | --- | --------- | ---------------------------------------------------------------------- | --- | -- | ----- | ------- | --- | ---------------------------------------------------------------------- | -- | --- |
| ກະ/ກັກ    | Lỗi Lua trong Mô_đun:IPA tại dòng 52: invalid option '%T' to 'format'. | a   | a  | a   | ກາ      | Lỗi Lua trong Mô_đun:IPA tại dòng 52: invalid option '%T' to 'format'. | a   | ā  | aa  |           |                                                                        |     |    |       |         |     |                                                                        |    |     |
| ກິ        | Lỗi Lua trong Mô_đun:IPA tại dòng 52: invalid option '%T' to 'format'. | i   | i  | i   | ກີ       | Lỗi Lua trong Mô_đun:IPA tại dòng 52: invalid option '%T' to 'format'. | i   | ī  | ii  | ເກັຽະ/ກັຽກ  | Lỗi Lua trong Mô_đun:IPA tại dòng 52: invalid option '%T' to 'format'. | ia  | ia |       | ເກັຽ/ກຽກ |     | ia                                                                     | īa |     |
| ກຶ        | Lỗi Lua trong Mô_đun:IPA tại dòng 52: invalid option '%T' to 'format'. | u   | ư  | y   | ກື       | Lỗi Lua trong Mô_đun:IPA tại dòng 52: invalid option '%T' to 'format'. | u   | ư̄  | yy  | ເກຶອະ/ເກຶອກ | Lỗi Lua trong Mô_đun:IPA tại dòng 52: invalid option '%T' to 'format'. | ua  | ưa |       | ເກືອ     |     | ua                                                                     | ư̄a |     |
| ກຸ        | Lỗi Lua trong Mô_đun:IPA tại dòng 52: invalid option '%T' to 'format'. | ou  | u  | u   | ກູ       | Lỗi Lua trong Mô_đun:IPA tại dòng 52: invalid option '%T' to 'format'. | ou  | ū  | uu  | ກົວະ/ກັວກ   | Lỗi Lua trong Mô_đun:IPA tại dòng 52: invalid option '%T' to 'format'. | oua | ua |       | ກົວ/ ກວກ |     | oua                                                                    | ūa |     |
| ເກະ/ເກັກ  | Lỗi Lua trong Mô_đun:IPA tại dòng 52: invalid option '%T' to 'format'. | é   | e  |     | ເກ      | Lỗi Lua trong Mô_đun:IPA tại dòng 52: invalid option '%T' to 'format'. | é   | ē  | e   |           |                                                                        |     |    |       |         |     |                                                                        |    |     |
| ແກະ/ແກັກ  | Lỗi Lua trong Mô_đun:IPA tại dòng 52: invalid option '%T' to 'format'. | è   | æ  |     | ແກ      | Lỗi Lua trong Mô_đun:IPA tại dòng 52: invalid option '%T' to 'format'. | è   | ǣ  | ei  |           |                                                                        |     |    |       |         |     |                                                                        |    |     |
| ໂກະ/ກົກ   | Lỗi Lua trong Mô_đun:IPA tại dòng 52: invalid option '%T' to 'format'. | ô   | o  |     | ໂກ      | Lỗi Lua trong Mô_đun:IPA tại dòng 52: invalid option '%T' to 'format'. | ô   | ō  | o   |           |                                                                        |     |    |       |         |     |                                                                        |    |     |
| ເກາະ/ກັອກ | Lỗi Lua trong Mô_đun:IPA tại dòng 52: invalid option '%T' to 'format'. | o   | o̜  |     | ກໍ/ກອກ   | Lỗi Lua trong Mô_đun:IPA tại dòng 52: invalid option '%T' to 'format'. | o   | ō̜  |     |           |                                                                        |     |    |       |         |     |                                                                        |    |     |
| ເກິະ/ເກິກ  | Lỗi Lua trong Mô_đun:IPA tại dòng 52: invalid option '%T' to 'format'. | eu  | œ  |     | ເກີ/ ເກືກ | Lỗi Lua trong Mô_đun:IPA tại dòng 52: invalid option '%T' to 'format'. | eu  | œ̄  |     |           |                                                                        |     |    |       |         |     |                                                                        |    |     |
|          |                                                                        |     |    |     |         |                                                                        |     |    |     | ໄກ/ໃກ/ກັຍ  | Lỗi Lua trong Mô_đun:IPA tại dòng 52: invalid option '%T' to 'format'. | ai  | ai | ai/ay | ກາຍ/ກາຽ |     | Lỗi Lua trong Mô_đun:IPA tại dòng 52: invalid option '%T' to 'format'. | āi |     |
| ເກົາ      | Lỗi Lua trong Mô_đun:IPA tại dòng 52: invalid option '%T' to 'format'. | ao  | ao |     |         |                                                                        |     |    |     |           |                                                                        |     |    |       |         |     |                                                                        |    |     |
| ກໍາ       | Lỗi Lua trong Mô_đun:IPA tại dòng 52: invalid option '%T' to 'format'. | am  | am | am  |         |                                                                        |     |    |     |           |                                                                        |     |    |       |         |     |                                                                        |    |     |

## Bảng Unicode
| Bảng Unicode chữ Lào Official Unicode Consortium code chart Version 13.0 |   |   |   |   |   |   |   |   |   |   |   |   |   |   |   |   |
|                                                                          | 0 | 1 | 2 | 3 | 4 | 5 | 6 | 7 | 8 | 9 | A | B | C | D | E | F |
| U+0E8x                                                                   |   | ກ | ຂ |   | ຄ |   | ຆ | ງ | ຈ | ຉ | ຊ |   | ຌ | ຍ | ຎ | ຏ |
| U+0E9x                                                                   | ຐ | ຑ | ຒ | ຓ | ດ | ຕ | ຖ | ທ | ຘ | ນ | ບ | ປ | ຜ | ຝ | ພ | ຟ |
| U+0EAx                                                                   | ຠ | ມ | ຢ | ຣ |   | ລ |   | ວ | ຨ | ຩ | ສ | ຫ | ຬ | ອ | ຮ | ຯ |
| U+0EBx                                                                   | ະ | ັ  | າ | ຳ | ິ  | ີ  | ຶ  | ື  | ຸ  | ູ  | ຺  | ົ  | ຼ  | ຽ |   |   |
| U+0ECx                                                                   | ເ | ແ | ໂ | ໃ | ໄ |   | ໆ |   | ່  | ້  | ໊  | ໋  | ໌  | ໍ  |   |   |
| U+0EDx                                                                   | ໐ | ໑ | ໒ | ໓ | ໔ | ໕ | ໖ | ໗ | ໘ | ໙ |   |   | ໜ | ໝ | ໞ | ໟ |
| U+0EEx                                                                   |   |   |   |   |   |   |   |   |   |   |   |   |   |   |   |   |
| U+0EFx                                                                   |   |   |   |   |   |   |   |   |   |   |   |   |   |   |   |   |